# Grand Hotel National (Luzern)
Koordinaten: 47° 3′ 17,3″ N, 8° 18′ 52,5″ O; CH1903: 666553 / 211901

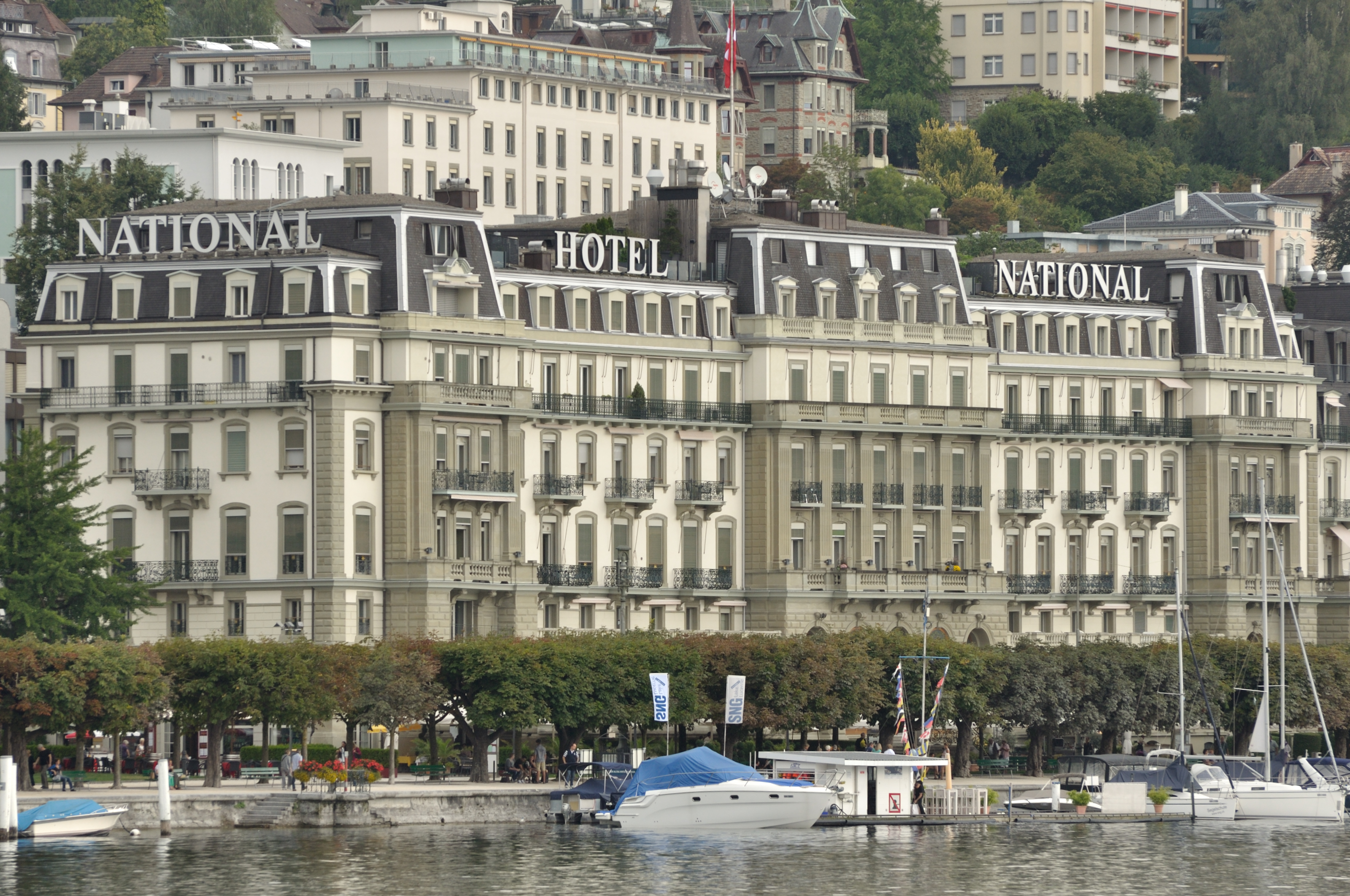
Grand Hotel National, von der Seebrücke aus gesehen

Das Grand Hotel National ist ein 5-Sterne-Hotel in Luzern, das 1870 eröffnet wurde. Es liegt direkt am Vierwaldstättersee am Nationalquai, mit Ausblick über das Seebecken und die Innerschweizer Alpen. Es bietet 62 Zimmer und Suiten, 24 Residenzen, 2 Ballsäle, vier Tagungsräume und verfügt über drei Restaurants, ein Café und eine Bar. Der Hotelbau ist als Kulturgut von nationaler Bedeutung eingestuft und steht damit als A-Objekt unter Denkmalschutz. Gleich östlich davon befindet sich der ehemalige Kursaal (heute Grand Casino Luzern) und anschliessend das Palace Luzern.

## Geschichte

### Quai-Aufschüttung und Bau
Bis ins 19. Jahrhundert gab es in Luzern nur wenige Fremdenpensionen. Erst das Aufkommen des Tourismus gegen die Mitte des 19. Jahrhunderts veranlasste die Stadtregierung, mit städtebaulichen Massnahmen das Potenzial der Lage und der Landschaft zu fördern. Das rechtsseitige Seeufer, wo sich heute die Seepromenade und die grossen Hotelbauten befinden, war Sumpfland. 1836 wurde das Gebiet zwischen der Stadt und der Hofkirche aufgeschüttet, es entstand somit der Schweizerhofquai. Die Hofbrücke, die bis dahin unerlässlich für die Überquerung des Sumpfgebiets gewesen war, konnte abgerissen werden.
Die alteingesessene Luzerner Familie von Segesser von Brunegg erkannte die Zeichen der Zeit; die Brüder Eduard, Placidus und Xaver von Segesser von Brunegg eröffneten 1845 mit dem Schweizerhof das erste Aussichtshotel am See. 1859 wurde Luzern an das noch bescheidene Eisenbahnnetz angeschlossen, und der Fremdenverkehr – noch den obersten Gesellschaftsschichten vorbehalten – erlebte einen Boom. Schnell wurde das Bedürfnis nach weiteren standesgemässen Unterkünften für die vermögenden Reisenden offenbar.
Die von Segesser veräusserten den Schweizerhof und den daran angrenzenden 1865 errichteten Luzernerhof. Sie gründeten mit Eduard von Segessers Schwiegersohn, Alphons Maximilian Pfyffer von Altishofen (auch Max Alphons Pfyffer) die Baugesellschaft Segesser & Cie. und erwarben Land in der Unteren Halde. Die Auflagen der Stadt waren klar: Bis 1870 musste eine Hotelpalast entstehen, der Luzerns Stellung im aufkeimenden Wettbewerb zwischen den Fremdenverkehrsorten stärkte. Der geplante Bau war für seine Zeit von einzigartiger Dimension: 84 Meter lang und 27 Meter hoch und damit etwa die Hälfte des heutigen Bauvolumens.

### Eröffnung und Ära Ritz

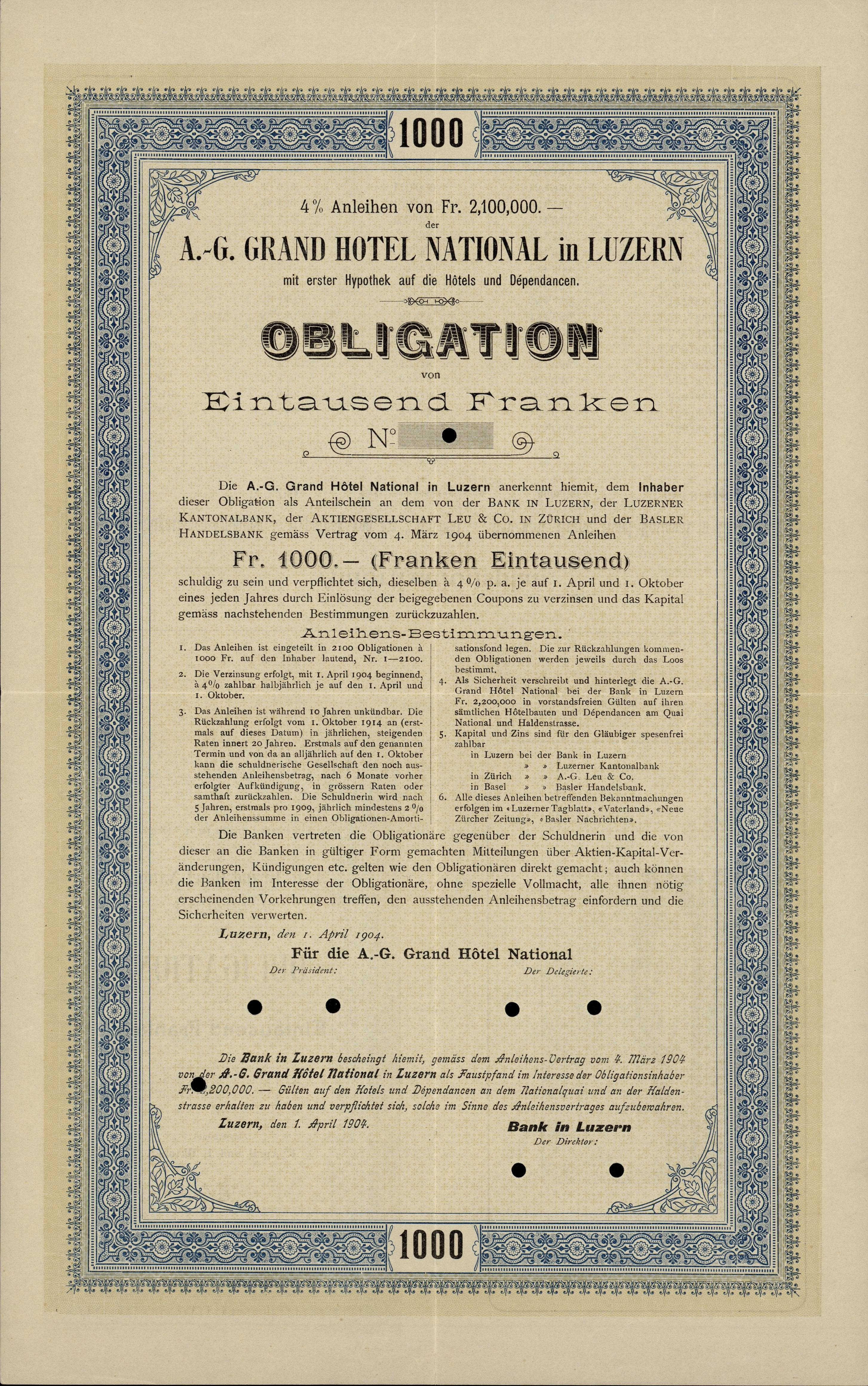
Anleihe über 1000 Franken der AG Grand Hotel National in Luzern vom 1. April 1904

Nach zwei Jahren Bauzeit war das Hôtel National 1870 fristgemäss auf Saisonbeginn fertiggestellt. Der sich abzeichnende Deutsch-Französische Krieg vereitelte eine glanzvolle Eröffnungssaison – der Fremdenverkehr brach ein. Erst nach Beendigung des Kriegs kurz vor der Sommersaison 1871 konnte das Hotel seinen Betrieb vollumfänglich aufnehmen, der erste Direktor war M. A. Pfyffer. Aufgrund der anhaltenden wirtschaftlichen Depression in Europa hatte das National einen schwierigen Einstand; man entschied sich zu einem Wechsel der Direktion. Ende der 1870er-Jahre übernahm César Ritz, Begründer der Hoteldynastie, das Haus. Er steigerte den Komfort des Hauses, perfektionierte den Service und landete einen Coup, als er 1881 den bereits legendären Chefkoch Auguste Escoffier verpflichten konnte. Nun florierte das Hotel.

### Expansion
Ritz leitete das National bis 1890, dann übernahmen A. M. Pfyffers Söhne Alphons und Hans Pfyffer von Altishofen den Betrieb. Gleichzeitig wurde die Rechtsform geändert, aus der Kommanditgesellschaft wurde die Grand Hotel National AG, mit César Ritz im Verwaltungsrat.
Inzwischen hatte sich der Fremdenverkehr professionalisiert, Verkehrsvereine wurden gegründet und internationale Vernetzung angestrebt. Luzern war noch eine reine Sommerdestination, die Kundschaft reiste im Winter in den Süden. Das neu gegründete Verkehrsbüro veröffentlichte erste Zahlen: 1892 logierten 78'000 Gäste in den Luzerner Hotels und Pensionen, 1900 bereits fast 140'000. Im (nun so genannten) Grand Hôtel National wurde der Raum knapp, man entschied sich zu einer ersten Expansion und eröffnete 1897 den an der Ostseite angebauten Speisesaal, der bisherige Speisesaal wurde zum Ballsaal. Das war der Auftakt zu weiteren An- und Umbauten: Ein grosser Anbau wurde geplant, der Nationalhof, konzipiert als beheizbares Winterhaus – das ermöglichte erstmals den ganzjährigen Betrieb. Der Trakt wurde 1900 eröffnet, der Ganzjahresbetrieb erwies sich als prestigeträchtig. Zum ersten Mal wurden Appartements geschaffen – als Suiten wurden sie in allen Luxushotels zum Standard. 1910 erfolgte die dritte Expansion, der Zwischentrakt, der das Grand Hôtel mit dem Nationalhof verband, wurde aufgestockt.

### Belle Époque, Weltkriege

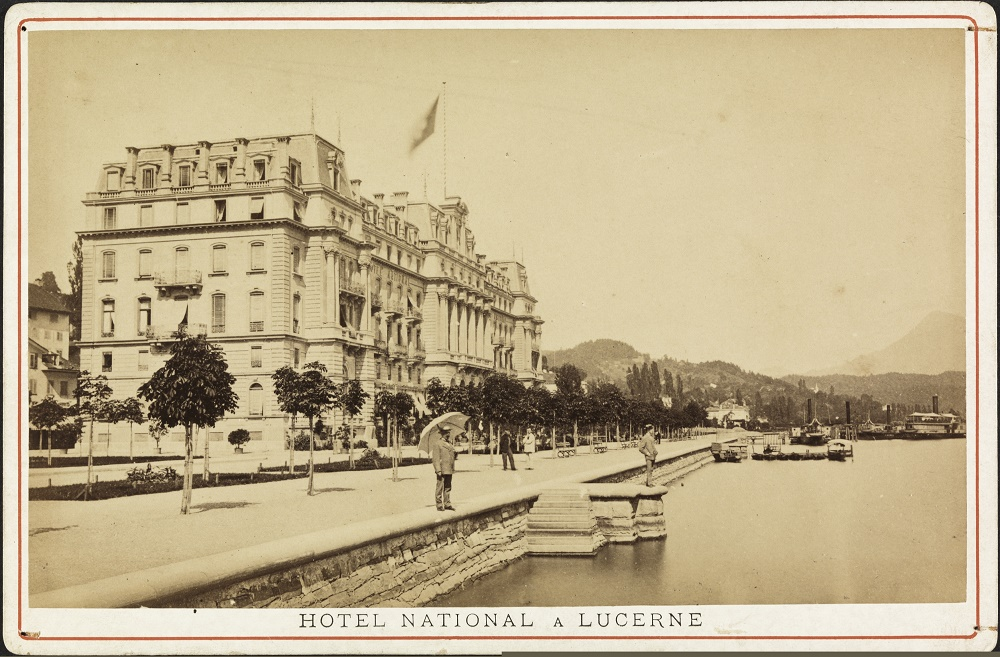
Postkarte des Grand Hotel National

In der Belle Époque war der Ruf Luzerns als Fremdenmetropole gefestigt; jährlich bis zu 190'000 Reisende besuchten die Stadt mit ihren damals 35'000 Einwohnern. Das National war auf Erfolgskurs, die Investitionen hatten sich gelohnt. 1914 brach der Erste Weltkrieg aus, die Gästezahlen brachen ein, Teile des Personals wurden zum Kriegsdienst eingezogen, erst nach dem Krieg erholte sich die Bilanz.
Am 22. August 1920 wurde das Hotel zur Kulisse eines historischen Ereignisses: Der italienische Ministerpräsident Giovanni Giolitti und der britische Premier David Lloyd George trafen sich hier zu einer Sonderkonferenz, die der Ausführung des Versailler Friedensvertrags galt. Der Tourismus florierte, 1923 wurden wieder die Besucherzahlen der Vorkriegszeit erreicht.
Die Weltwirtschaftskrise setzte dem Aufschwung ein jähes Ende. Erst nach dem Zweiten Weltkrieg erholte sich der Fremdenverkehr, doch sein Gesicht hatte sich gewandelt: Reisen wurde deutlich billiger, das Automobil führte zu einer zusätzlichen Demokratisierung des Tourismus – immer mehr Reisende sahen in Luzern nicht mehr die Endstation, sondern einen Etappenhalt. 1954 übernahm Hans F. Elmiger, Grossenkel von M. A. Pfyffer und Neffe von Hans Pfyffer von Altishofen, die Leitung des Betriebs, dessen Bettenzahl sich von 405 auf 300 reduziert hatte. 1957/1958 wurde eine umfassende Renovation durchgeführt, die Fassade wurde «purifiziert», der neobarocke Sandsteinschmuck entfernt.

### Ära Umberto Erculiani und Söhne
Anfang der 1970er-Jahre war der einstige Palast wirtschaftlich angeschlagen, in der Stadt kursierten Gerüchte, das Hotel solle einem Shoppingcenter Platz machen. Da trat der Architekt Umberto Erculiani auf den Plan. Er erwarb die Aktien der Grand Hotel National AG und legte ein Konzept der Mehrfachnutzung vor: Mit öffentlich zugänglichen Läden und Restaurants sollte das Haus einem breiteren Publikum geöffnet werden; der Hotelbetrieb wurde reduziert, Teile des Hauses als Bürofläche vermietet. Gleichzeitig sollte mit den «Residence-Suiten» ein neues Kundensegment für solvente Mieter erschlossen werden.
Ab 1977 wurde der Westteil (der älteste Gebäudeteil) umgebaut, es entstanden zwei Restaurants. Das Erdgeschoss verfügte nun über einen durchgehenden Korridor und war öffentlich zugänglich. Zusätzlich wurden im Nachbargebäude zwei Nachtlokale errichtet. Der Hoteleingang wurde verlegt, der Ostteil zum Hoteltrakt ausgebaut, ein Hallenbad eingerichtet. Im Westteil wurden in den Folgejahren 22 Residenzwohnungen gebaut, Suiten für längeren oder dauerhaften Aufenthalt.
2001 wurde der Hotelbetrieb weiter verkleinert, das Hotel im Ostflügel wird seitdem als 5-Sterne-Hotel geführt, der Westflügel dient dem «Residence»-Konzept. In der 5. bis 7. Etage ist eine internationale Sprachschule eingemietet.
Im Jahr 2011 übernahm das Hotelunternehmen Rezidor das Management des Hotels. Das Hotel befindet sich im Besitz der Grand Hotel National AG, Pächterin ist die THP Touristic and Hotel Projects AG. Nach dem Tod von Umberto Erculiani 2016 übernahmen seine Söhne Umberto E. Erculiani und Raimondo P. Erculiani das Hotel; 2020 wurde Raimondo P. Erculiani alleiniger Besitzer des National.

### Berühmte Gäste
Das National stellte in den Anfangsjahrzehnten eine geschlossene, exklusive Welt dar. Es beherbergte viele berühmte Gäste aus Hochadel und Monarchie, so den Prince of Wales (später König Edward VII.), den Kronprinz Wilhelm von Preussen (später Kaiser Wilhelm II.), Kaiserin Elisabeth von Österreich («Sissi»), den Schah von Persien, den König von Siam und den König von Rumänien.
1921 logierte ein indischer Maharadscha mit 45-köpfigem Gefolge im National. Nach dem Ersten Weltkrieg wurde das National zeitweise ein Ort des «komfortablen Exils» für abgedankte Könige, etwa den österreichisch-ungarischen Exkaiser Karl I. sowie die Könige Konstantin I. und Georg II. von Griechenland.
Daneben waren auch berühmte Künstler im National zu Gast, so die französische Schauspielerin Sarah Bernhardt. Rainer Maria Rilke schrieb 1923 nach seinem Besuch einer Freundin: « Toute la maison sent comme une belle fille qui sort du bain. » (deutsch: „Das ganze Haus duftet wie ein schönes Mädchen, das dem Bad entstiegen ist.“). Hermann Hesse und Thomas Mann trafen sich am 23. Juli 1947 zum Souper im Grand Hotel National.

## Gegenwart

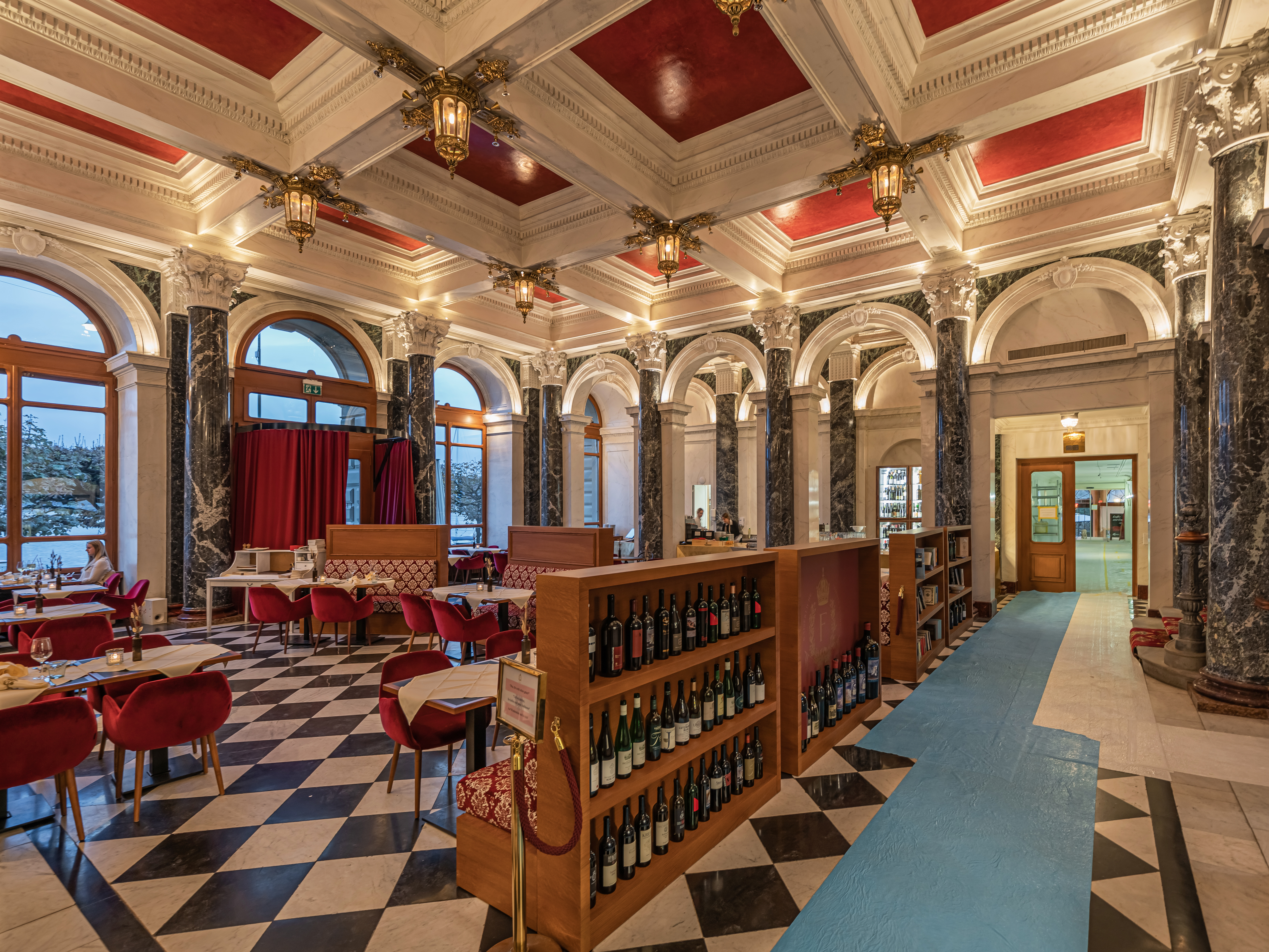
Das italienische Restaurant im Grand Hotel National

Seit Herbst 2015 führt das Grand Hotel National 41 Zimmer und Suiten im Hoteltrakt sowie 22 Residenzen für längeren und dauerhaften Aufenthalt. Das Erdgeschoss ist auf ganzer Länge öffentlich zugänglich und bietet die vier Restaurants: National, Klingler’s Ristorante (italienische Küche), Jialu National (China-Spezialitäten) und Franz (österreichische Gerichte und am Nachmittag Wiener Kaffeehauskultur). Zusätzlich gibt es das Café César und die National Bar.
Nach einem weiteren Umbau sind es seit dem 1. Juli 2025 62 Zimmer und Suiten sowie 24 Residenzen. Das Restaurant National sowie Franz wurden geschlossen. Eröffnet wurde die Sharing Brasserie Juliette.